# Matteo Silini
Matteo Silini (Fidenza, 6 maggio 1933 – Padova, 23 marzo 2007) è stato un rugbista a 15, ingegnere e dirigente d'azienda italiano.

## Biografia
È stato un ingegnere chimico ed ex-dirigente di uno stabilimento. Sposato con Silvana aveva tre figlie: Elena, Rossella e Carmen.

## Carriera
Ha giocato con il Petrarca e con le Fiamme Oro da 1951 al 1960, totalizzando 126 presenze.
Con la nazionale debutta il 13 marzo 1955 a Milano contro la Germania.